# 薩克賀足球會
薩克賀足球會（Zakho Football Club；Template:Lang-ku-2 / Yana Zaxo ya Werzişî）是一支位於伊拉克扎胡的職業足球會，目前於伊拉克超級足球聯賽角逐。

## 外部連結
- Club Page on Goalzz （页面存档备份，存于）
- Profile on soccerway （页面存档备份，存于）
- Zakho on Kooora forums （页面存档备份，存于）